# Dušići
Dušići (en serbe cyrillique : Душићи; en albanais : Dushaj) est un village de l'est du Monténégro, dans la municipalité de Podgorica.

## Démographie

### Évolution historique de la population
| 1948 | 1953 | 1961 | 1971 | 1981 | 1991 | 2003 |
| ---- | ---- | ---- | ---- | ---- | ---- | ---- |
| 183  | 277  | 219  | 497  | 432  | 181  | 212  |